# Fotboll i England 2011/2012
Detta är en översikt av Fotboll i England säsongen 2011/2012.

## Premier League
Manchester City vann Premier League för första gången.
Tabelltoppen:
|   | Klubb             | Poäng |
| - | ----------------- | ----- |
| 1 | Manchester City   | 89    |
| 2 | Manchester United | 89    |
| 3 | Arsenal FC        | 70    |
| 4 | Tottenham Hotspur | 69    |
| 5 | Newcastle United  | 65    |

Nedflyttade till The Championship: 
|    | Klubb                   | Poäng |
| -- | ----------------------- | ----- |
| 18 | Bolton Wanderers        | 36    |
| 19 | Blackburn Rovers        | 31    |
| 20 | Wolverhampton Wanderers | 25    |

## The Championship
Reading FC och Southampton FC blev direktuppflyttade till Premier League. West Ham United blev uppflyttade efter att ha vunnit kvalspelet. Tabelltoppen:
|   | Klubb           | Poäng |
| - | --------------- | ----- |
| 1 | Reading FC      | 89    |
| 2 | Southampton FC  | 88    |
| 3 | West Ham United | 86    |
| 4 | Birmingham City | 76    |
| 5 | Blackpool FC    | 75    |
| 6 | Cardiff City    | 75    |

Nedflyttade till League One: 
|    | Klubb            | Poäng                                              |
| -- | ---------------- | -------------------------------------------------- |
| 22 | Portsmouth FC    | 40 (Fick tio poängs avdrag för ekonomiska problem) |
| 23 | Coventry City    | 40                                                 |
| 24 | Doncaster Rovers | 36                                                 |

Kval till Premier League:
Cardiff-West Ham 0-2, West Ham-Cardiff 3-0
Blackpool-Birmingham 1-0, Birmingham-Blackpool 2-2
Final: West Ham-Blackpool 2-1

## League One
Charlton Athletic och Sheffield Wednesday blev direktuppflyttade till The Championship. Huddersfield Town blev uppflyttade efter att ha vunnit kvalspelet. Tabelltoppen:
|   | Klubb               | Poäng |
| - | ------------------- | ----- |
| 1 | Charlton Athletic   | 101   |
| 2 | Sheffield Wednesday | 93    |
| 3 | Sheffield United    | 90    |
| 4 | Huddersfield Town   | 81    |
| 5 | Milton Keynes Dons  | 80    |
| 6 | Stevenage FC        | 73    |

Nedflyttade till League Two: 
|    | Klubb             | Poäng |
| -- | ----------------- | ----- |
| 21 | Wycombe Wanderers | 43    |
| 22 | Chesterfield FC   | 42    |
| 23 | Exeter City FC    | 42    |
| 24 | Rochdale AFC      | 38    |

Kval till The Championship:
Stevenage-Sheffield United 0-0, Sheffield United-Stevenage 1-0
Milton Keynes-Huddersfield 0-2, Huddersfield-Milton Keynes 1-2
Final: Huddersfield-Sheffield United 0-0 full tid, 8-7 efter straffar.

## League Two
Swindon Town, Shrewsbury Town FC och Crawley Town FC blev direktuppflyttade till League One. Crewe Alexandra blev uppflyttade efter att ha vunnit kvalspelet. Tabelltoppen:
|   | Klubb              | Poäng |
| - | ------------------ | ----- |
| 1 | Swindon Town       | 93    |
| 2 | Shrewsbury Town FC | 88    |
| 3 | Crawley Town FC    | 84    |
| 4 | Southend United    | 83    |
| 5 | Torquay United FC  | 81    |
| 6 | Cheltenham Town FC | 77    |
| 7 | Crewe Alexandra    | 72    |

Nedflyttade till Football Conference: 
|    | Klubb                | Poäng |
| -- | -------------------- | ----- |
| 23 | Hereford United      | 44    |
| 24 | Macclesfield Town FC | 37    |

Kval till League One:
Crewe-Southend 1-0, Southend-Crewe 2-2
Cheltenham-Torquay 2-0, Torquay-Cheltenham 1-2
Final: Crewe-Cheltenham 2-0

## National Conference
Mästare och direktuppflyttade till League Two: Fleetwood Town FC
Uppflyttade till League Two efter kvalspel: York City FC

## FA-cupen
Final, 5 maj 2012 på Wembley Stadium: Chelsea FC-Liverpool FC 2-1
Semifinaler:
Liverpool-Everton 2-1 (Wembley Stadium, 14 april)
Chelsea-Tottenham Hotspur 5-1 (Wembley Stadium, 15 april)

## Ligacupen
Final, 26 februari 2012 på Wembley Stadium: Liverpool FC-Cardiff City 2-2 efter full tid och förlängning, 5-4 efter straffar.
Semifinaler (två möten):
Crystal Palace-Cardiff 1-0, Cardiff-Crystal Palace 1-0 (Cardiff till final efter straffar). 
Manchester City-Liverpool 0-1, Liverpool-Manchester City 2-2